# 郭勒布依乡
郭勒布依乡，是中华人民共和国新疆维吾尔自治区吐鲁番市托克逊县下辖的一个乡镇级行政单位。

## 行政区划
郭勒布依乡下辖以下地区：
喀拉布拉克村、奥依曼布拉克村、河东村、开斯克尔村、切克曼坎儿孜村、郭勒布依村、尤库日克喀拉什村、萨依吐格曼村、硝尔村、阔什拱拜孜村和喀拉阿什村。